# 秋山功
秋山 功（あきやま いさお）は、日本のシステムエンジニア、実業家で、京都情報大学院大学の教授である。

## 略歴
- 早稲田大学工学士
- 日本ユニシス株式会社総合技術研究所二〇四六室長

## 開発実績
- オンラインリアルタイムシステムのミドルウェアの開発
- CORBAミドルウェアの開発
- UNIX，Windows上のプロダクト等の開発

## 共著
- “ICタグの仕組みとそのインパクト”， 日本ユニシスICタグ研究会編、末永俊一郎、松村義昭、峯岸 康史、真野悟、井口伸奏と共著。ISBN 4883731936，2004

## 研究論文
- “オブジェクト・トランザクション機能”日本ユニシス技報，1997[2]